# Hàm số bậc năm

Đồ thị của một đa thức bậc 5, với 3 nghiệm thực và 4 điểm cực trị.

Trong đại số, hàm số bậc năm là hàm số có dạng
{\displaystyle g(x)=ax^{5}+bx^{4}+cx^{3}+dx^{2}+ex+f,\,}
trong đó a, b, c, d, e và f là thành viên của một trường, điển hình là trường số hữu tỷ, số thực hoặc số phức và a là khác không. Nói cách khác, một hàm bậc năm được xác định bởi một đa thức có bậc là năm.
Nếu a bằng 0 nhưng một trong các hệ số b, c, d hoặc e là khác không, hàm được phân loại là hàm bậc bốn, hàm bậc ba, hàm bậc hai hoặc hàm tuyến tính.
Bởi vì các hàm này có bậc là lẻ, các hàm bậc năm bình thường có đồ thị tương tự như các hàm bậc ba bình thường khi được vẽ biểu đồ, ngoại trừ chúng có thể có thêm một điểm cực đại cục bộ và cực tiểu cục bộ bổ sung. Đạo hàm của hàm bậc năm là một hàm bậc bốn.
Đặt g(x) = 0 và giả sử a ≠ 0 tạo ra một phương trình bậc năm có dạng:
{\displaystyle ax^{5}+bx^{4}+cx^{3}+dx^{2}+ex+f=0.\,}
Việc giải các phương trình bậc năm theo dạng căn thức là một vấn đề lớn trong đại số từ thế kỷ 16, khi các phương trình bậc ba và bậc bốn được giải ra, cho đến nửa đầu thế kỷ 19, khi sự không tồn tại của một phép giải chung như vậy đã được Định lý Abel-Ruffini chứng minh.

## Tìm nghiệm của một phương trình bậc năm
Tìm các nghiệm của một đa thức đã cho là một vấn đề toán học nổi bật.
Việc giải các phương trình tuyến tính, bậc hai, bậc ba và bậc bốn bằng cách phân tích nhân tử thành các căn thức luôn có thể được thực hiện, bất kể nghiệm số là hữu tỷ hay vô tỷ, là số thực hay số phức; có những công thức mang lại nghiệm số cần thiết. Tuy nhiên, không có biểu thức đại số (nghĩa là về mặt căn thức) cho các nghiệm của phương trình bậc năm tổng quát bằng căn thức; tuyên bố này được gọi là định lý Ruffini Abel, lần đầu tiên được khẳng định vào năm 1799 và được chứng minh hoàn toàn vào năm 1824. Kết quả này cũng đúng cho các phương trình có bậc cao hơn 5. Một ví dụ về một phương trình bậc 5 có nghiệm không thể được biểu thị dưới dạng căn thức là x5 − x + 1 = 0. Phương trình này này là phương trình chuẩn hóa Bring-Jerrard.